# I Expect You to Die
I Expect You to Die est un jeu vidéo d'aventure en réalité virtuelle développé et édité par Schell Games, sorti en 2016 sur Windows et PlayStation 4.

## Accueil
- Canard PC : 6/10[1]